# Alkeh-ye Kohneh
Alkeh-ye Kohneh (persiska: اَلكِ كُهنِه, الکه کهنه) är en ort i Iran.   Den ligger i provinsen Kurdistan, i den nordvästra delen av landet, 400 km väster om huvudstaden Teheran. Alkeh-ye Kohneh ligger 1 446 meter över havet och antalet invånare är 157.
Terrängen runt Alkeh-ye Kohneh är varierad. Runt Alkeh-ye Kohneh är det ganska tätbefolkat, med 185 invånare per kvadratkilometer. Närmaste större samhälle är Kāmyārān, 10,1 km öster om Alkeh-ye Kohneh. Trakten runt Alkeh-ye Kohneh består till största delen av jordbruksmark.